# Nicksoen Gomis
Nicksoen Gomis (Évreux, 15 maart 2002) is een Frans voetballer die sinds februari 2024 uitkomt voor Toronto FC.

## Clubcarrière
Gomis ruilde in 2018 de jeugdopleiding van Évreux FC 27, een club uit zijn geboortegemeente Évreux, voor die van Sheffield United. In oktober 2021 leende de club hem tot 3 januari 2022 uit aan Bradford (Park Avenue) AFC, dat op dat moment uitkwam in de National League North.
Op 31 januari 2023 leende Sheffield United hem voor de rest van het seizoen uit aan Beerschot VA, de Belgische tweedeklasser die eveneens deel uitmaakt van de United World Group. Op 12 februari 2023 maakte hij zijn officiële debuut in het eerste elftal van de club: op de slotspeeldag van de reguliere competitie liet trainer Andreas Wieland hem tegen RWDM (0-1-verlies) in de 69e minuut invallen. Het bleef uiteindelijk zijn enige officiële wedstrijd voor het eerste elftal van Beerschot, al speelde hij wel ook elf wedstrijden voor het beloftenelftal van Beerschot in de Tweede afdeling.
In februari 2024 nam Gomis definitief afscheid van Sheffield United: de Fransman ondertekende een contract tot eind 2025 met optie bij MLS-club Toronto FC.

## Interlandcarrière
Gomis speelde in 2019 twee jeugdinterlands voor Frankrijk.